# Ordinanza (ordinamento processuale italiano)
Un'ordinanza, nell'ordinamento giuridico italiano è un provvedimento giurisdizionale che il giudice può emanare nell'ambito del processo civile, del processo penale, nel processo amministrativo o costituzionale.

## Caratteristiche
Normalmente le ordinanze sono volte a regolare lo svolgimento del processo e non hanno valenza decisoria, ma ci sono eccezioni (si pensi all'ordinanza di convalida di sfratto).
Di norma devono essere brevemente motivate e possono essere successivamente modificate o revocate dal giudice che le ha emanate. Possono essere pronunciate in udienza, e quindi risultano dal verbale, o fuori udienza, nel qual caso sono scritte in calce al verbale o in un foglio separato, datato e firmato dal giudice (o dal presidente della corte, nel caso di giudice collegiale).

## Nel processo amministrativo
Generalmente esse intervengono anche nel processo in cui sono presenti pubblici uffici.

## Nel processo civile
In diritto processuale civile l'ordinanza è uno degli atti che il giudice emana nel corso del procedimento. Ha solitamente contenuto ordinatorio (in ciò si distingue dalla sentenza che invece ha contenuto decisorio) ed è tipicamente utilizzata per risolvere questioni procedurali e per regolare lo svolgimento del procedimento: è pertanto un provvedimento che viene emanato necessariamente durante il contraddittorio tra le parti.

Parziale difformità ha l'ordinanza emessa dal Giudice in ordine alla competenza e che può essere impugnata con specifico mezzo di impugnazione dinanzi alla Corte di cassazione, il regolamento di competenza.
L'ordinanza deve recare motivazione non approfondita ma succinta e può essere revocata (ex art. 134 cpc) fuori dai casi previsti dal comma III dell'art. 177 c.p.c. (ordinanza irrevocabile).
Alcune ordinanze particolari, introdotte dalle leggi 26 novembre 1990 n. 353 e dicembre 1995 n. 534 sono:
- Ordinanza di pagamento delle somme non contestate
- Ordinanze di ingiunzione
- Ordinanza successiva alla chiusura dell'istruzione

## Nel processo penale
Nel diritto processuale penale l'ordinanza può essere adottata dal giudice in contraddittorio tra le parti: può trattarsi del giudice per le indagini preliminari, del giudice per l'udienza preliminare o del giudice del dibattimento, ma non dal pubblico ministero che non è giudice.
Funzione precipua dell'ordinanza è provvedere a seguito di un'istanza di parte o convalidare atti del pubblico ministero (per esempio, quelli che dispongono misure precautelari). Il codice di procedura penale italiano indica i casi in cui il provvedimento del giudice assume la forma della ordinanza: ad esempio, con ordinanza sono dichiarate inammissibili le istanze e le impugnazioni che mancano dei requisiti di legittimità previsti dalla legge (art. 591 c.p.p.). Con ordinanza il giudice per le indagini preliminari dispone, in seguito all'opposizione alla richiesta di archiviazione depositata dalla parte offesa, e in seguito all'udienza in camera di consiglio, l'archiviazione o lo svolgimento di ulteriori indagini.
L'ordinanza deve essere motivata, a pena di nullità.
A differenza della sentenza, non definisce la causa. Se non è diversamente stabilito dalla legge, l'impugnazione delle ordinanze emesse nel corso degli atti preliminari o del dibattimento deve essere proposta e giudicata unitamente a quella della sentenza. Tuttavia, contro le ordinanze in materia di libertà personale è ammessa l'impugnazione immediata, indipendentemente da quella della sentenza; contro tali ordinanze è sempre consentito il ricorso per cassazione.

## Nel giudizio costituzionale
La Corte costituzionale quando risolve una controversia su un giudizio di legittimità costituzionale delle leggi può emettere una decisione che può assumere sia la forma di una sentenza che la forma di una ordinanza.
La Corte emette ordinanza sia:
- quando assume un provvedimento interlocutorio, ad esempio restituisce gli atti al giudice perché meglio motivi l'ordinanza di rimessione (ordinanze di restituzione degli atti al giudice a quo);
- quando rigetta la questione senza entrare nel merito ad esempio quando manca uno dei requisiti necessari, come il fatto che l'atto impugnazione non possiede forza di legge (ordinanze d'inammissibilità)
- quando la corte con ordinanza dispone i mezzi di prova che ritenga opportuni, per acquisire notizie e documenti per consentire la decisione della corte (ordinanze istruttorie);
- quando dichiara la manifesta infondatezza della questione senza bisogno di verifiche approfondite (ordinanze di manifesta infondatezza).